# Умбар
Умбар — у легендаріумі Дж. Р. Р. Толкіна нуменорське портове місто-фортеця.

## Географія
Столиця однойменного регіону, розташованого на межі гондорської провінції Харондор (Південний Гондор) та Ближнього Гараду. Місто розміщувалось на мисі в природній гавані Умбарської затоки, на східному березі від затоки Белфалас у гирлі річки. Біля входу в гавань знаходився острів Абаконлоні, де було розташовано укріплену частину міста. З Умбара виходили дороги до Ітілієну, Кханду та Гараду.

## Історія
Місто було засноване нуменорцями близько 1770 року Другої Епохи. Близько 2280 р. Д. Е. стало найбільшою нуменорською гаванню Середзем'я. На відміну від Пеларгіра в гирлі Андуїну, що належав Вірним Нуменорцям, Умбар був заснований Людьми Короля, котрі виступили проти ельфів та валар. З Умбара Нуменор управляв довколишніми землями й збирав данину з народів, які там проживали.  
У 3261 р. Д. Е. в Умбарі висадився нуменорський флот на чолі з королем Ар-Фаразоном, що взяв у полон Саурона, що зрештою призвело до загибелі Нуменора через напад короля на Безсмертні землі.  
На знак перемоги короля на найвищому пагорбі було встановлено обеліск у вигляді колони, на вершині якої розміщувалась кришталева куля, що вбирала в себе сонячне і місячне світло, відблиск якого було видно навіть з узбережжя Гондору. Проте після другого посилення Саурона пам'ятник було знищено.  
Після затоплення острова у 3319 р. Д. Е. населення краю створило окреме королівство і стало відомим під назвою Чорні Нуменорці, що вклонялись темряві та її владикам — Мелькорові та Саурону.   
У 933 році Третьої Епохи король Гондору Еарніл І взяв Умбар в облогу. Після тривалих боїв гондорці захопили місто і приєднали його та довколишні землі до своїх володінь. Попередні правителі втекли до Гараду.      
У 1015 р., в часи сина Еарніла І Кіріанділа, гарадріми, підбурювані колишніми володарями порту, напали на Умбар, Кіріанділ загинув у бою. Облога тривала багато років, доки син Кіріанділа Кіріангер не зібрав військо та великий флот і не розбив гарадрімів. Правителі Гараду були змушені визнати себе васалами Кіріангера, котрий отримав ім'я Хіармендакіл — Переможець Півдня. Тривалий час Умбар перебував у складі Гондору.       
Під час громадянської війни 1432—1437 рр. гарнізон фортеці виступив на боці Кастаміра-Узурпатора проти законного короля Ельдакара. Коли у 1447 р. Ельдакар повернувся і вбив Кастаміра, заколотники на чолі з синами узурпатора тривалий час утримували Пеларгір. У 1448 р. вони відплили в Умбар і перетворили його на осередок противників Гондору. Відтоді умбарці займалися піратськими нападами на гондорські узбережжя. У 1540 р. вони вбили короля Альдаміра, а у 1634 р. напали на Пеларгір, де у бою з ними загинув король Мінарділ.     
У 1810 р. король Телумехтар взяв Умбар штурмом, у цій битві загинули останні нащадки Кастаміра. Телумехтар отримав ім'я Умбардакіл — Переможець Умбару. Однак після його смерті порт захопили гарадріми. Місто знову стало осередком піратів. У 2698 р. вони напали на південь Гондору і в битві з ними на річці Порос загинув Намісник Ектеліон І. У 2746 і 2799 рр. у бою з корсарами загинули князі Дол-Амроту.                
У 2885 р. пірати разом із гарадрімами захопили південні провінції Гондору і вперше зіткнулись з рогіримами. У цій битві загинули сини короля Рогану Фолквіна Фолкред і Фастред, але війська намісника Туріна II здобули перемогу.                
Потому ціле століття протистояння Умбару і Гондору відбувалось у вигляді прикордонних конфліктів.                
У 2986 р. полководець Гондору Торонгіл на чолі великого флоту напав на Умбар, спалив флот і вбив капітана гавані.                
Навесні 3019 р. флот умбарських піратів рушив на Гондор і захопив гавань Пеларгір на Андуїні, де був переможений армією мертвих, котру вів Араґорн, що повів кораблі до Мінас-Тіріту.                
У Четверту епоху Умбар знову було завойовано гондорцями й включено до складу Возз'єднаного королівства.